# Fée des houles
Vous lisez un « article de qualité » labellisé en 2015.
Les fées des houles sont des fées propres à la côte de la Manche qui s'étend de Cancale à Tréveneuc en Haute-Bretagne, aux Îles Anglo-Normandes, et connues par quelques fragments de récits dans le Cotentin. Elles vivraient dans les grottes et cavernes côtières nommées houles. Réputées magnifiques, immortelles et très puissantes, elles sont sensibles au sel. Plutôt bienveillantes, les fées des houles décrites par les récits locaux vivent en communauté, s'occupent à leur lessive, à cuire leur pain ou à garder leur troupeau, se marient avec des féetauds et sont servies par des lutins guerriers nommés les Fions. Elles viennent en aide de multiples façons aux humains qui le leur demandent, fournissant de la nourriture et des objets enchantés, mais se fâchent si l'un d'eux leur manque de respect ou acquiert le pouvoir de voir leurs déguisements sans leur accord.
Les collectes de Paul Sébillot, en langue française et en gallo, ont permis de rassembler une cinquantaine de contes et de fragments de légendes évoquant ces créatures. Les fées des houles, considérées comme des « semi-divinités », ont probablement été vénérées localement par les Hauts-Bretons. La croyance a beaucoup reculé au XIXe siècle, sous l'influence religieuse du christianisme et celle des instituteurs. Les récits collectés évoquent eux-mêmes la disparition de ces fées, souvent en conséquence de la perte de leur immortalité et de leurs pouvoirs.

## Étymologie et terminologie
La totalité ou presque des collectages concernant les fées des houles a été effectuée par Paul Sébillot,.
Contrairement à ce que leur nom laisse à penser, elles ne doivent pas celui-ci à un lien avec les vagues de la mer, mais plutôt au nom donné aux cavernes et grottes maritimes sur les falaises de la côte nord de Haute-Bretagne et du Cotentin, « houles » ou plus rarement « goules »,. Paul Sébillot dit que ce nom est de langue française, mais il précise aussi une origine « du pays gallot (sic) ». Il est pour lui assez difficile de déterminer l’étymologie du mot « houle », qui vraisemblablement ne vient pas du breton. Selon lui et Françoise Morvan, c'est le mot anglais « hole » (trou) qui s’en rapproche le plus, puisqu'il a la même signification,. Des recherches étymologiques ultérieures indiquent que le mot « houle » viendrait plutôt du dialecte normand.

## Caractéristiques

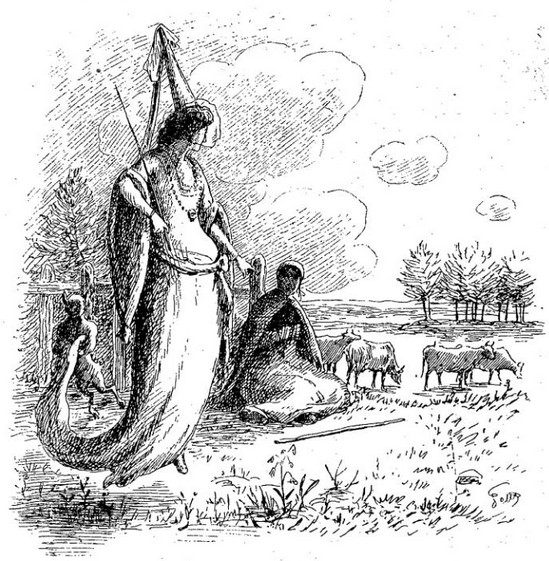
Illustration du conte « La houle du châtelet », 1883. Publiée dans les Contes de terre et de mer de Paul Sébillot.

Les contes et fragments de légendes comportent de nombreux traits communs qui permettent de reconstituer l'idée que les habitants des côtes nord de Haute-Bretagne se font des fées des houles au XIXe siècle. Ils les considèrent, selon Sébillot, comme des « semi-divinités ». Cependant, certaines informations sont irrémédiablement perdues. Les fées des houles sont assez nombreuses. Elles agissent le plus souvent sur la terre ferme et n'ont pratiquement aucun lien avec l'eau en dépit de leur habitat. Elles avaient peut-être originellement le pouvoir de marcher sur l'eau, comme le suggèrent deux récits. Elles sont plutôt adeptes de la contemplation et foncièrement bénéfiques. Réputées immortelles, très puissantes et insensibles aux maladies, elles craignent le sel qui les rend mortelles. Elles vivent dans les grottes et les cavernes (les houles) situées dans des falaises côtières entourées de récifs. Ces houles peuvent être très grandes et meublées avec luxe, comportant de quoi boulanger, enseigner, faire de la musique et dîner, à la manière d'un Autre Monde. Dans celle de Saint-Briac, des navires en or sont construits. Elles sont respectueusement nommées « bonnes dames » ou « nos bonnes dames les fées ». Les noms de quelques-unes de ces fées sont connus : la Truitonne, la Merlitonne, Gladieuse et Fleur du rocher. Certaines sont de descendance royale et enfants de magiciens, capables en particulier de métamorphoses monstrueuses. Les fées de la houle du Grouin forment une exception, car ces mauvaises fées sont décrites comme maudites et causent beaucoup de tort. Sébillot note également un rapprochement avec les Laminak basques, qui ont des affinités avec les fées des houles,. 

### Apparence
Elles sont le plus souvent décrites comme de grandes et belles dames blondes. La plupart des fées des houles sont vêtues de toile grise. Quelques-unes s'apparentent à de vieilles fées de type groac'h, adeptes des métamorphoses et dont le rôle est plus obscur. Devenues vieilles, elles sont plus rabougries et se couvrent de goémon. Tant qu'elles ne sont pas baptisées (et donc immortelles), ces fées ont des vers dans la bouche.
Selon Françoise Morvan, une autre créature des contes bretons, l'« homme de mer », est intermédiaire entre les fées des houles et les sirènes mâles. Elle note une certaine assimilation entre les korrigans femelles et les fées des houles dans quelques récits, bien que par leurs descriptions respectives, ces créatures soient complètement opposées. Les fées des houles sont assez proches des sirènes, par leur beauté et leur voix qui enjôle les jeunes pêcheurs.

### Occupations et vie sociale

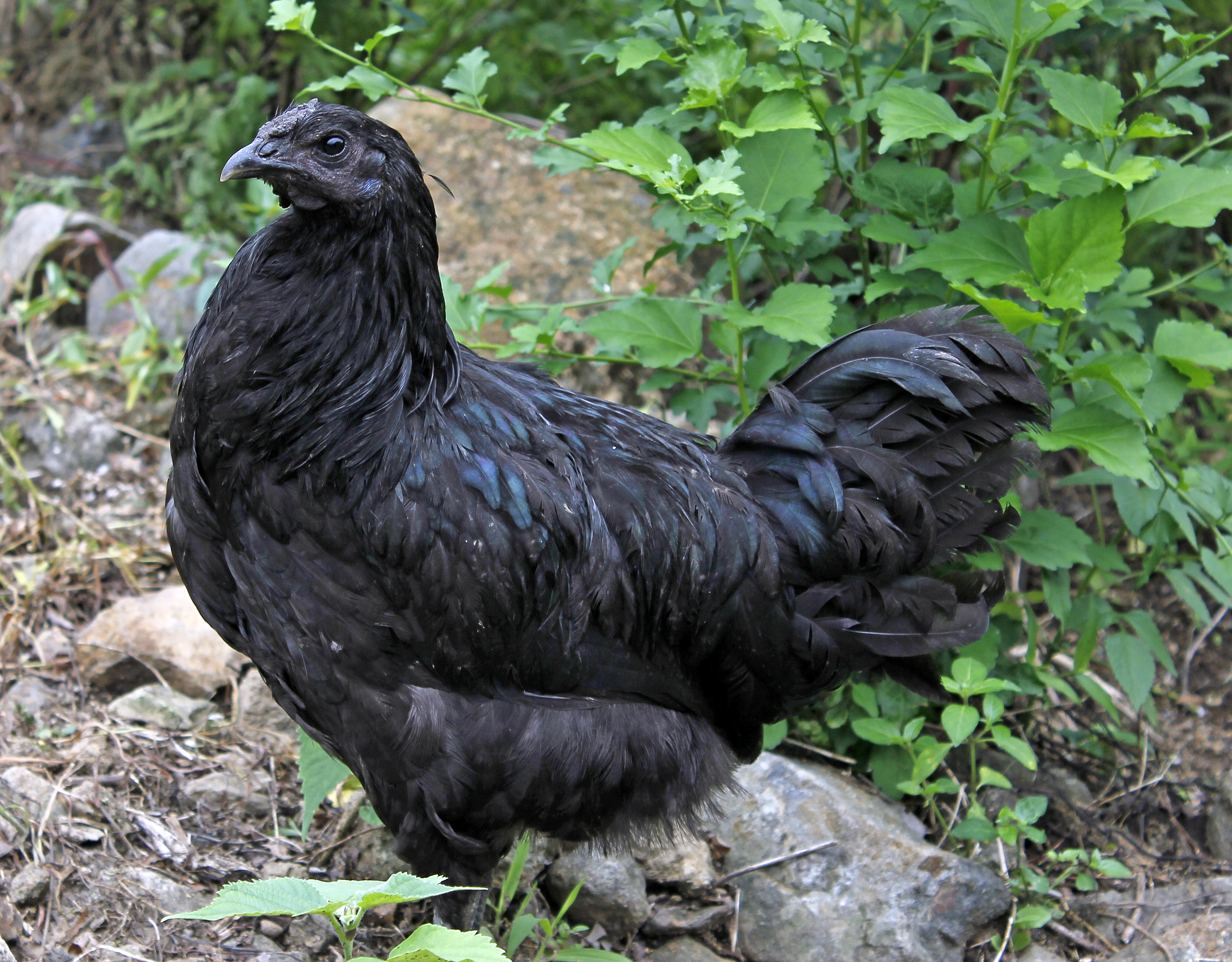
Les fées des houles ont souvent des poules noires.

Les fées des houles sont peu différentes des humains en matière d'occupations et de sociabilité, leur mode de vie étant comparable à celui de seigneurs ou de propriétaires aisés. Elles tiennent leurs lieux de vie dans une éclatante propreté, s'occupent à cuire leur pain, à filer la laine et le tissu, à pêcher, elles étalent leur lessive de linge blanc au soleil. Le soir, elles bercent leurs enfants, chantent ou vont danser dehors sous la lumière de la lune. Leurs enfants reçoivent une instruction incluant la musique (les fées jouent du violon et chantent sous terre un chant « si doux et si mélodieux que rien qu’à l’écouter [on] tombe en extase »), la métamorphose et la clairvoyance. Elles possèdent aussi une grande variété d'objets magiques, dont un navire en or et un cordon qui permet de se déplacer sur terre comme sur mer en se le passant autour du corps.
Ces fées rendent parfois visite à leurs semblables. L'une de leurs particularités est de vivre en communauté matriarcale avec d'autres fées du même type. Elles peuvent se marier, leurs époux sont des « fétauds » ou « féetauds ». Elles mettent au monde des enfants joufflus. Les lutins guerriers nommés les « Fions » sont leurs serviteurs. Elles possèdent également une grande variété d'animaux domestiques, le plus souvent des poules noires, des coqs et des chats, mais aussi toutes sortes de troupeaux de bovins, d'ovins et de caprins qui ont pour particularité de se rendre invisibles pour pâturer sur les terres des paysans alentour. Plus rarement, elles ont des oies et exceptionnellement, des chevaux.

### Interactions avec les humains
Les interactions entre ces fées et les humains sont nombreuses. Les fées des houles sont facilement visibles de tous pendant la nuit, mais pendant la journée, seul un humain doué de clairvoyance (grâce à un onguent magique dont il se frotte les yeux) serait capable de les voir sous tous leurs déguisements. Les fées n'hésitent pas à répondre aux demandes ni à fournir du pain (qui a la particularité de ne jamais diminuer) et des galettes (parfois avec un pichet de cidre) ou encore des potions de soin, tant que la demande est formulée avec respect et politesse,. Ces dons incluent aussi du lard, du beurre, du vin, une bourse qui ne se vide jamais, des vêtements inusables qui s'adaptent à la taille des enfants, des baguettes magiques, des navires enchantés… Certains contes mentionnent même que ces fées tiennent des écoles où les enfants humains sont admis s'ils le demandent : ils y apprennent à se métamorphoser, à voir les illusions et les choses invisibles. Sociables, les fées des houles sont facilement visibles tant qu'elles restent à terre : les pêcheurs de Fréhel assurent les avoir vues danser de nombreuses fois sur la lande. Il arrive que certaines d'entre elles commettent de menus larcins en relevant des casiers à homard ou en faisant paître leur troupeau invisible sur une pâture appartenant à quelqu'un. Cela pousse des paysans et pêcheurs à leur tendre des pièges, que ces fées déjouent avec une grande facilité. Elles n'ont cependant aucune intention malveillante. Selon Françoise Morvan, elles recueillent des enfants humains mais n'abandonnent pas de changelins. Philippe Le Stum cite cependant le conte de la Houle de Chêlin où un enfant est échangé par ces fées. Les fées des houles se portent souvent et facilement volontaires pour devenir marraines d'enfants à naître, et traitent les enfants humains adoptés avec autant d'égards que les leurs. La vie à leurs côtés serait si plaisante que sept ans y paraissent sept mois, et « vingt ans y paraissent un jour ».
Selon les lieux, les fées des houles parleraient différentes langues. Celles des côtes nord de Haute-Bretagne et de Guernesey parleraient le gallo de la côte, tandis que les fées des houles normandes parlent le « français des villes ». Elles sont capables de lire et d'écrire, et peuvent utiliser ce mode de communication pour échanger avec les humains.

## Localisation

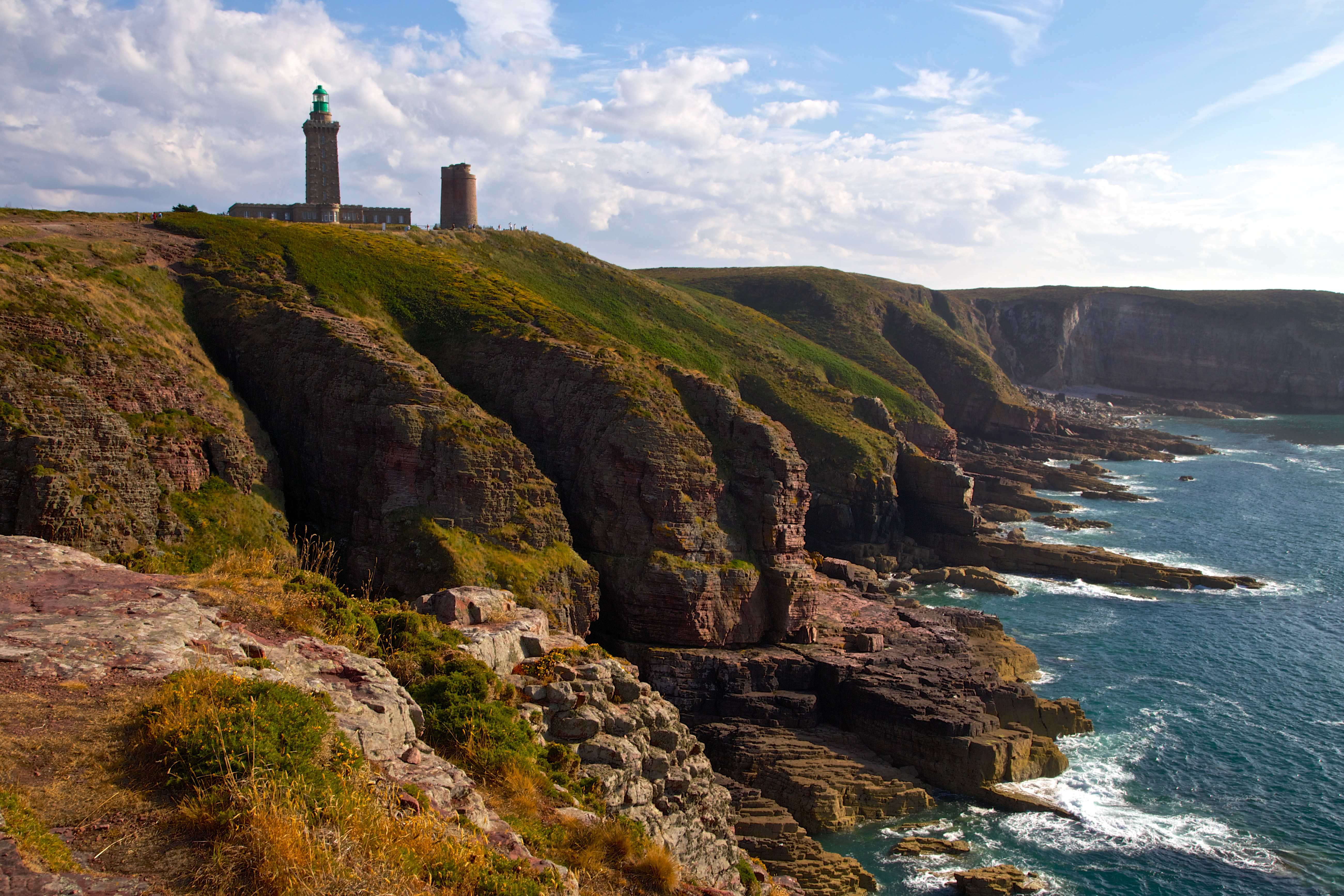
Des histoires de fées des houles se déroulent sur les falaises du cap Fréhel.

Paul Sébillot répertorie de nombreuses houles auxquelles le folklore populaire associe deux ou trois légendes impliquant ces fées : à Cancale, Saint-Briac, Saint-Jacut (Houle Causseul), Saint-Cast, Étables (houle Notre-Dame), au cap Fréhel, et une douzaine sur la commune de Plévenon. Il en décrit une à Erquy qui, au lieu de « houle », se nomme la « Goule de Galimoux ». La grotte de Saint-Énogat, bien connue des baigneurs de Dinard à son époque, s’appelle aussi la « Goule-ès-Fées ». L'île de Guernesey a elle aussi ses houles et ses fées. Les houles ne sont pas des habitats permanents pour les fées : des récits font état de houles qui s'effondrent ou qui sont creusées par les fées elles-mêmes.
La localisation des fées des houles, depuis la côte de Cancale jusqu'à celle de Tréveneuc, est connue avec une grande précision. Paul Sébillot a chargé d'autres folkloristes de trouver des contes similaires dans les régions avoisinantes. La Basse-Bretagne ne connaît pas de fées des houles, attribuant plutôt les cavernes côtières aux korrigans. En Normandie, de très rares légendes rappellent ces créatures, une tradition attribuant des habitants féeriques aux houles, nommées les « trous des fées »,
Par contre, des récits très similaires ont été collectés sur l'île de Guernesey, où est répertorié un Creux-des-Fées tapissé de mica qui le fait briller comme de l'or. Edgar MacCulloch y voit l'origine de la légende selon laquelle les fées possèdent de grandes richesses et sortent danser la nuit à la pleine lune.

## Contes et légendes collectés
Sébillot recense une cinquantaine de contes ou fragments de légendes faisait intervenir les habitants des houles. Il parle des histoires de fées des houles comme des « plus curieuses et les plus particulières […] de toutes celles qu’on raconte dans le pays gallot ». Le premier conte de fées collecté dans sa carrière se trouve être celui de « La Houle Cosseu », confié en 1866 par Anselme Carré, fils d'un pêcheur de Saint-Jacut-de-la-Mer, qu'il a rencontré au collège de Dinan. Quelques années plus tard, il recueille le conte de la « Goule-ès-fées » d'Auguste Lemoine, publié dans Littérature orale de la Haute-Bretagne avec de nombreux mots de patois suivant sa version contée en « dialecte gallo de la côte ».
Une légende populaire de Plévenon raconte que les fées des houles du cap Fréhel lavent leur linge à la mare de Gaulehen, au milieu de la lande aride. Elles étendent leurs linges qui sont les plus blancs qu’on puisse voir, sur les gazons qui l’entourent. Celui qui pourrait arriver jusque-là sans remuer ses paupières aurait la permission de s’en emparer ; mais aucun de ceux qui ont tenté l’aventure n’a pu réussir. Dès qu’ils remuent les paupières, le linge devient invisible. Les fées de la houle de la Teignouse, en Plévenon, avaient un bœuf qui pâturait sur la lande ; un jour, il s’en écarta et passa à travers les blés en causant des dommages. Les cultivateurs qui avaient été lésés vinrent se plaindre aux fées, qui pour les dédommager leur donnèrent une belle gâche de pain en leur recommandant de ne jamais en donner à un étranger. Le pain dura deux ans et disparut, parce qu’on en avait coupé un morceau pour un mendiant. D'après le conte « L'école des fées », la houle de la Corbière, à Saint-Cast, héberge des fées qui instruisent leurs enfants à l'école. L’aînée des enfants (humains) d'une famille voisine entend un jour la fée réveiller ses propres enfants pour aller à l'école, et lui demande à suivre le même enseignement avec ses frères et sœurs. Ces enfants humains sont instruits à l'art d'utiliser les baguettes et de voir les illusions. Un récit collecté sur l'île de Guernesey raconte qu'un laboureur tenta de s'emparer du gâteau des fées sans y être invité, et en fut puni.
Il existe aussi à Plévenon un conte faisant intervenir le géant Gargantua parmi ces fées bretonnes, « Gargantua filleul de la reine des fées ».
| Titre du conte                             | Année de collecte | Lieu de collecte      | Conteur / Conteuse                                            |
| ------------------------------------------ | ----------------- | --------------------- | ------------------------------------------------------------- |
| La Houle Cosseu                            | 1866              | Saint-Jacut-de-la-Mer | Anselme Carré                                                 |
| La Goule-ès-Fées                           | 1867              | Environs de Dinard    | Collecté par Auguste Lemoine, en gallo                        |
| La Houle de la Corbière La Fleur du rocher | 1879 1880         | Saint-Cast            | Marie Chéhu                                                   |
| Les fées de la Corbière                    | 1881              | Saint-Cast            | Toussainte Quémat                                             |
| La Houle de Poulifée La Houle de Poulie    | 1879 1881         | Plévenon              | Scolastique Durand François Marquer                           |
| La Houle de Chêlin                         | 1879              | Saint-Cast            | Rose Renaud                                                   |
| La Houle du Grouin                         | 1880              | Saint-Cast            | Rose Renaud                                                   |
| Les fées de Lûla                           | 1880              | Saint-Cast            | Rose Renaud, par Marie Renaud qui le tenait de son grand-père |

### La Houle Cosseu

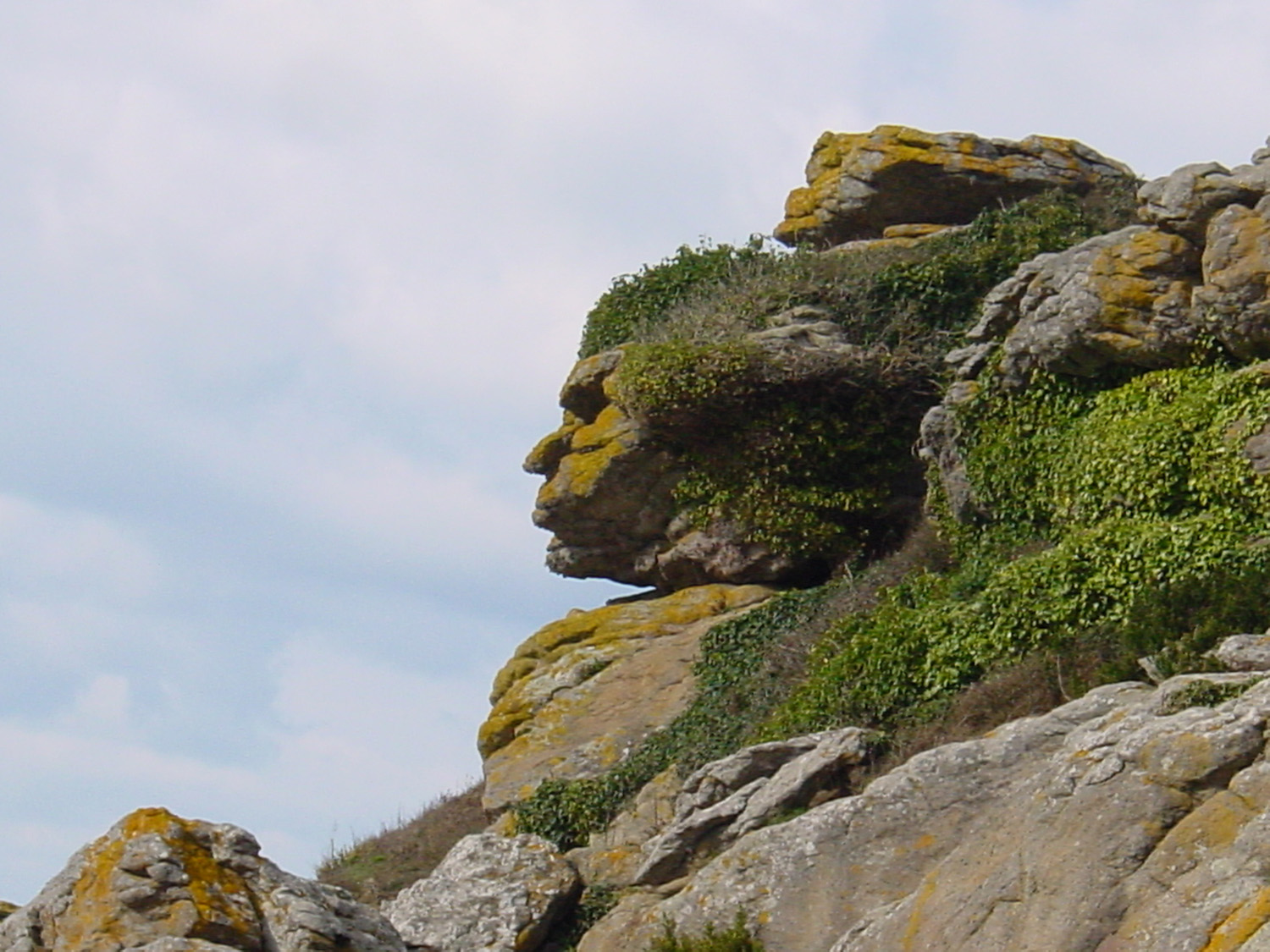
Paréidolie d'un visage dans un rocher à Saint-Jacut-de-la-Mer.

La Houle Cosseu est grotte située non loin de l’extrémité de la presqu’île de Saint-Jacut-de-la-Mer. Un soir, à la nuit tombante, un pêcheur longe les rochers au bas des falaises et aperçoit dans une grotte plusieurs fées. Elles se frottent les yeux avec une sorte de pommade, et aussitôt elles changent de forme et s’éloignent de la grotte, semblables à des femmes ordinaires. Le pêcheur se cache et elles passent sans se douter d'être observées. Il se rend à la grotte réputée hantée et trouve un reste de la pommade. Il s’en met autour de l’œil gauche. Dès lors, il reconnaît les fées quels que soient leurs déguisements et se protège de leurs tours, consistant à mendier du pain chez les humains, à jeter des sorts sur certaines maisons, embrouiller les lignes de pêche ou encore dire la bonne aventure sous la forme de bohémiennes. En se rendant sur une foire, il devine que les fées sont inquiètes à l'idée que quelqu’un les reconnaisse. En passant près d’une baraque où plusieurs fées paradent sur l’estrade, elles le regardent d’un air irrité et, rapide comme une flèche, l’une des fées lui crève l’œil gauche avec la baguette qu’elle tient à la main.
Pour Françoise Morvan, ce conte mêle certains traits propres aux korrigans avec ceux des fées des houles, en particulier les déguisements de bohémiennes. Elles gardent cependant les pouvoirs couramment attribués à ces fées.

### La Goule-ès-Fées / La Houle-aux-Fées

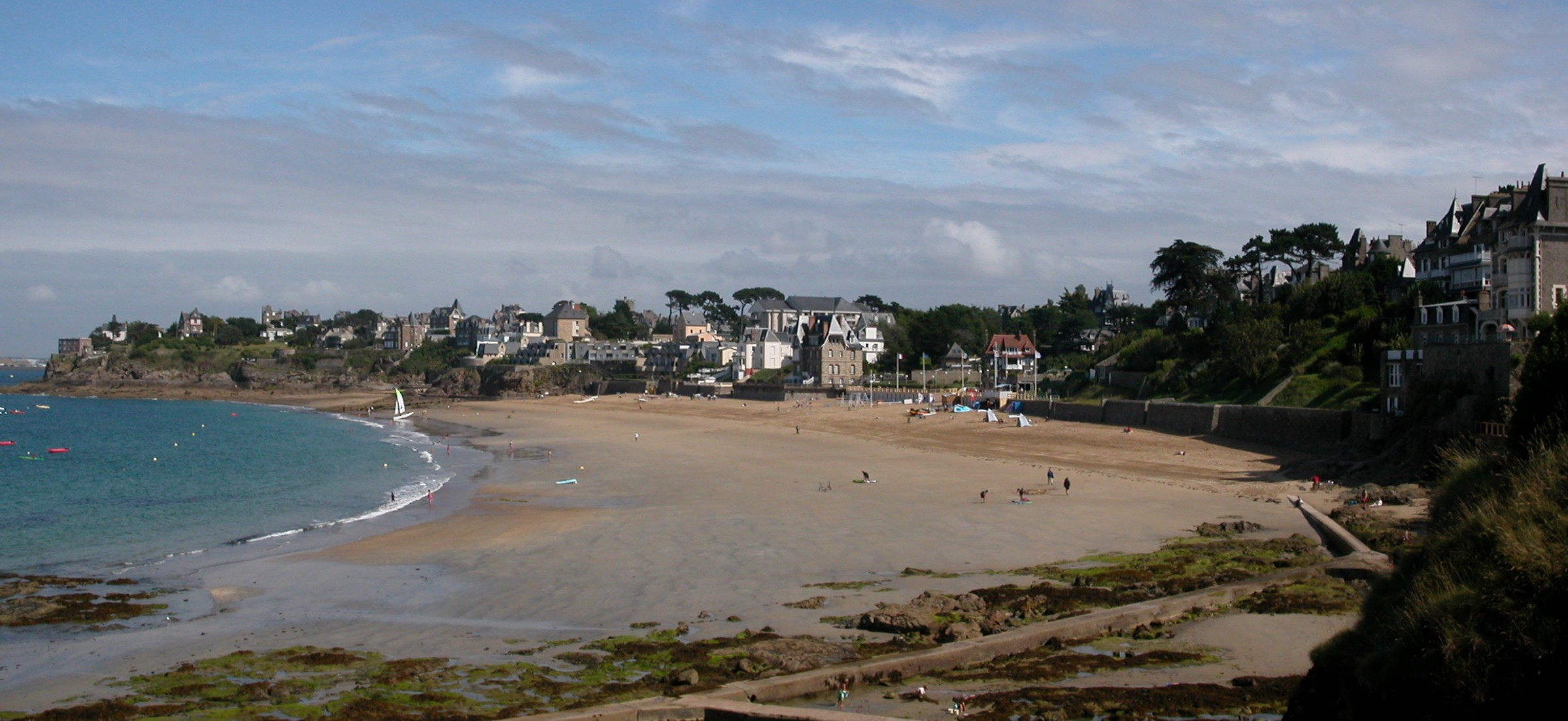
La plage de Saint Enogat, où se trouve la Goule-ès-Fées

Un soir en plein hiver, la mère Milie, qui est sage-femme, fait entrer chez elle une vieille qui lui demande de l'aide pour un accouchement. Elle la suit jusqu'à la Goule-ès-Fées, ce qui lui révèle la nature de la vieille. Dans cette grotte immense, une jeune femme très belle est l'objet de toutes les attentions. Elle accouche d'un enfant dodu. Les fées donnent à Milie un onguent à la graisse de porc et lui disent d'en frotter l'enfant, en lui recommandant de bien s'essuyer les mains après, sous peine qu'il ne lui arrive du mal. En s'occupant du nouveau-né, Milie se gratte un œil. Elle se rend compte que la grotte misérable est belle comme une église, et que les fées sont vêtues comme des princesses. Avec les fées, des Fions pas plus gros qu'un pouce sont présents. Elle ne dit rien de sa découverte et annonce avoir fini. Les fées la remercient en lui donnant une bourse d'argent. Milie peut désormais voir les fées et en aperçoit souvent pendant ses voyages. Elle le cache jusqu'au jour où elle aperçoit une fée voler en mettant sa main dans le tablier d'une femme sur le marché. Elle crie « à la voleuse », mais la fée se retourne vers elle et lui arrache l’œil vivement, si bien que Milie devient borgne.
Ce conte est collecté puis écrit en gallo par Paul Sébillot, qui signale sa volonté de respecter la langue originale dans laquelle il l'a recueilli,. Il note aussi que les conteurs n'utilisent pas habituellement ce patois pour conter, ce qui explique pourquoi ce conte forme son unique collecte en gallo. Françoise Morvan le commente en y relevant le motif de la pommade qui rend clairvoyant, présent dans de nombreux autres contes et légendes depuis le Moyen Âge,.
Un autre conte lié à ce lieu parle d'un pêcheur irrésistiblement attiré par une femme vêtue de blanc, un soir d'automne dans la brume. Sa barque se brisa dans la Goule-ès-Fées et il perdit connaissance. Le lendemain, il s'éveilla en pleine forme dans un bateau tout neuf rempli d'engins de pêche, amarré à un gros rocher à l'entrée de la Goule-ès-Fées.

### La Houle de la Corbière
Plusieurs contes ont été recueillis à propos de la houle de la Corbière, située à Saint-Cast-le-Guildo. Agnès qui vit au-dessus de cette houle, entend très souvent le bruit d’un rouet, le chant d'un coq, des pleurs d'enfants ou encore le pilon d’une baratte venir de sous sa maison. Elle ne s'inquiète pas, car les fées sont réputées bienfaisantes. Un jour, l’enfant d’Agnès tombe malade. Une fée donne un remède en passant sa main par les pierres du foyer de la cheminée et conseille à Agnès de « conserver soigneusement la bouteille ». Cela sauve l'enfant, mais Agnès raconte tout à ses voisines, prêtant la bouteille à celles qui ont des enfants malades, si bien que l'une d'elles finit par la casser. Lorsque son mari tombe malade, Agnès supplie la fée qui vit sous sa cheminée de lui donner un nouveau remède. La fée la met en garde qu'il s'agit du dernier remède, et qu'il ne faut en parler à personne. Elle demande plus tard aux fées leur aide pour retrouver sa vache et ses deux moutons qu'elle a perdus, les fées lui permettent de trouver trois animaux bien plus beaux. Un soir, alors qu'elle n'a plus rien à donner à manger à son enfant, celui-ci demande du pain aux fées, un pain qui a la propriété de ne jamais diminuer. Une main dépose un tourteau de pain qui ne diminue jamais pour l'enfant, avec la consigne de n'en donner à personne d'autre qu’à ses parents. Un soir, dix ans plus tard, le mari d’Agnès rentre avec l'un de ses amis à qui il coupe un morceau de pain des fées. Mais aussitôt le pain disparaît. Agnès et ses enfants supplient maintes fois les fées de leur donner un autre pain, mais elles restent sourdes à leurs prières.
Le conte du bonhomme Mignette, assez similaire, raconte que cet homme blessé au pied voit entrer chez lui une fée qui le guérit et lui donne une chemise inusable. Heureux, il croise plus tard des laboureurs, l'un d'eux leur ayant demandé une galette sans politesse, qui se révèle immangeable. Il demande poliment la même chose et se voit gratifié d'une galette succulente qu'il partage. Une femme ayant entendu parler des fées se rend à la houle et les admire tisser et chanter. La fée qui a guéri Mignette demande à cette femme de le trouver, et lui remet pour la commission une miche de pain qui ne s'épuise jamais et une baguette, avec la consigne de ne jamais en parler. Quand Mignette se rend à la houle, la fée demande à l'épouser. Il accepte, mais puisqu'il est vieux et baptisé, les fées accomplissent un rituel en le cuisant dans le four pour le réduire en cendre et le pétrir, ce qui le rend jeune et beau. Il vit dès lors heureux avec la fée.
Paul Sébillot cite un autre conte dont il n’a pu avoir qu’un résumé. L'une des fées qui habitaient cette houle s’amouracha d’un des soldats qui gardaient la Redoute de la Corbière. Elle suivit son amant à l’armée, à l’époque des guerres de la Révolution. Tant qu’ils furent ensemble, le soldat monta en grade et fut victorieux sans recevoir de blessures. Mais la fée l’ayant abandonné, la chance le quitta aussitôt ; il fut blessé, et toutes les batailles où il figura furent perdues.

### La Houle de Poulifée

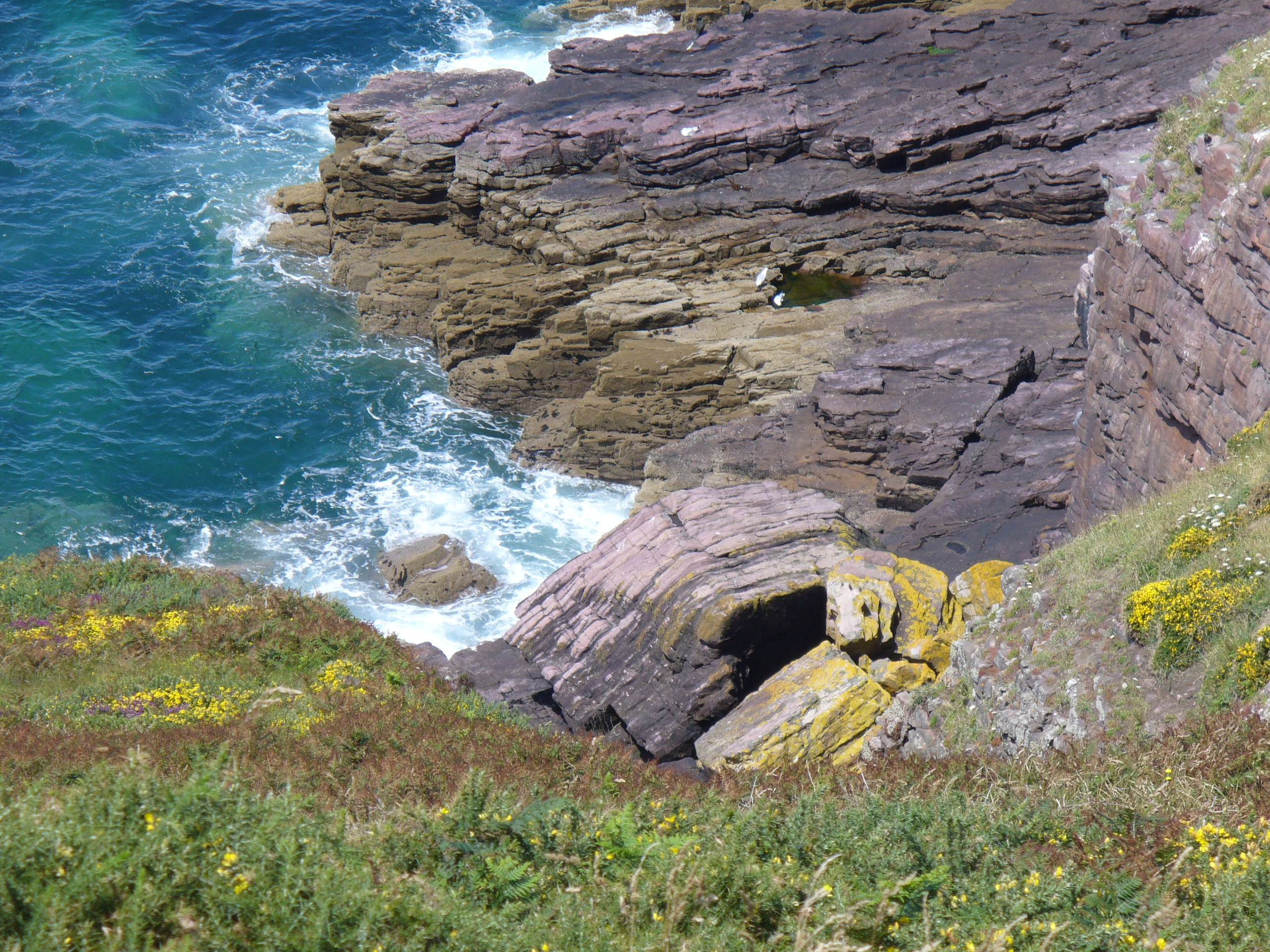
Une houle dans les falaises du cap Fréhel près de Plévenon.

La Houle de Poulifée est réputée être la plus belle et la plus grande des houles de Plévenon. De jeunes gens du village y pénètrent et découvrent qu'elle est habitée. Deux dames les invitent à dîner ; ils mangent toutes sortes de mets. Le repas fini, les dames leur proposent de revenir une autre fois. Les gens de Plévenon apprennent la nouvelle et viennent souvent rencontrer les deux fées, qui les interrogent sur leur profession, les conseillent et leur donnent du pain et de la viande. Un homme leur apprend qu’il est père de famille et fait part de ses difficultés à nourrir les siens. Une fée lui donne de l'argent et lui dit de revenir quand son épouse sera de nouveau enceinte. Quand il retourne à la houle, l'une des fées lui demande à devenir marraine de l’enfant. Le mari, de retour à la maison, raconte tout à sa femme qui refuse de donner son enfant aux fées. Les dames de la grotte, irritées de ce refus, ôtent tous les présents qu’elles avaient faits. La famille redevient pauvre comme auparavant. Un autre conte, « La Houle de Poulie », évoque le destin des quatorze fils d'une femme de Plévenon, la Mère-aux-quatorze. Elle confie sept de ses fils aux fées de Poulifée, les sept autres les rejoignent après la mort de la femme. Auprès des fées, ces enfants deviennent intelligents (ils étaient nés simples d'esprit) et apprennent à se changer en « toutes sortes de bêtes ». Ils se changent un jour en lapins pour se promener sur la lande, mais un chasseur les abat tous.
Un conflit est à l'origine de la mort d'un grand nombre de fées des houles. Une rivalité naît entre les fées de la houle de Château-Serin et celles de Poulifée. Jean, un enfant de Plévenon, devient le filleul d'une fée de Poulifée, si bien qu'une autre de Château-Serin convient de le tuer avant ses dix-huit ans. La marraine fée parvient à sauver l'enfant en l'enfermant dans la houle de Crémus, qu'elle creuse pour lui dans une falaise de Fréhel. Il y atteint l'âge de vingt ans au-delà duquel les autres fées n'ont plus le pouvoir de lui faire du mal. Jean apprend le secret de l'immortalité des fées : il suffit que leurs lèvres entrent en contact avec du sel. Il lui est demandé de ne jamais s'en servir, mais Jean se venge de la fée de Château-Serin qui avait tenté de le tuer en lui déversant un paquet de sel dans la bouche. Aussitôt, toutes les fées disparaissent du pays de Plévenon. Elles abandonnent leur houle en y laissant leur trésor sous la garde d'un nain et d'un coq.

### La Houle du Grouin

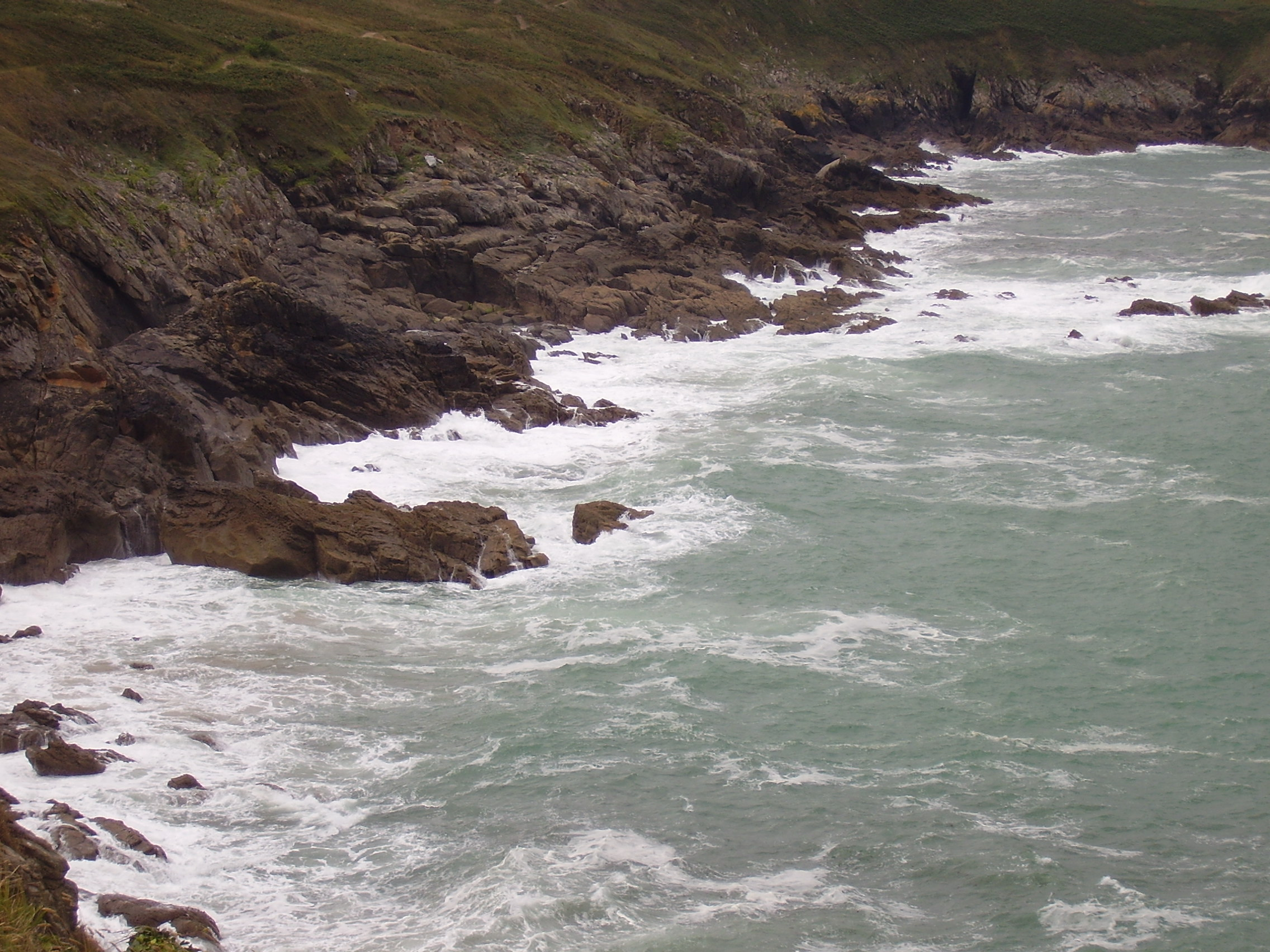
La pointe du Grouin, à Cancale.

La houle du Grouin (sur la pointe du Grouin à Cancale) est habitée par de mauvaises fées qui volent les biens des humains et causent des dommages. Un jour, une fermière qui garde ses vaches voit s'approcher une inconnue qui lui demande un peu de lait. Ignorant qu'il s'agit d'une fée, elle refuse sa requête en disant que ses vaches seront traites à l'heure habituelle. La fée la maudit et les vaches ne donnent plus de lait. Elle les vend pour en racheter d'autres, sans succès. Les fées empruntent son âne pour se promener huit jours d'affilée, et l'animal « devient sorcier » à force de les fréquenter, prenant l'habitude d'ensorceler les gens qui le frappent. Les fées font aussi pousser les cornes des moutons et en mettent aux brebis, si bien que leurs propriétaires ne les reconnaissent plus. Elles tondent les moutons et la laine repousse en huit jours. Pour apaiser ces fées, les fermiers leur offrent du beurre. Elles lèvent le sort,.
Le conte « Le roué de mer et la fée » narre la malédiction d'un pêcheur qui a ignoré l'avertissement des fées du Grouin, lui demandant de ne pas lever ses filets. Pour le punir, les fées l'ont changé en poisson, le « roué de mer ». Les fées de la houle du Grouin auraient disparu après un éboulement qui détruisit leur caverne.

### Les fées de Lûla
La grotte de Lûla, dans la baie de Saint-Cast, est proche d'un parc à huîtres. Son propriétaire se rend compte qu'il est régulièrement volé en huîtres et en homard, il soupçonne les fées et les féetauds et décide de monter la garde. Découvrant que ses voleurs sont invisibles, il tire un coup de fusil. Lorsque la fée éclate de rire à cette tentative, il la maudit. La fée lui répond de ne pas jurer et promet de remettre les huîtres dans le parc le lendemain. Il trouve en effet son parc plein le jour suivant. Heureux, il y retourne huit jours plus tard et dit aux fées de prendre tout ce qu'elles voudront. Les fées lui apparaissent et disent qu'elles gardent le parc, si bien qu'il n'aura plus à s'en inquiéter. Elles précisent aussi qu'en cas de requête, l'homme n'aura qu'à écrire celle-ci sur un bout de papier qu'il déposera à l'entrée de la houle.
Un laboureur voit un jour de la fumée sortir du sol en retournant la terre fertile qu'il venait de travailler. Une voix lui demande de ne pas creuser davantage car s'il détruit la maison des fées, elles détruiront la sienne. Il répond ne pas leur vouloir de mal, et la fée lui propose un cadeau pour ne pas avoir à creuser plus profondément. Il demande un croc et une bêche capables de travailler tout seuls, ce qu'il obtient. Les outils remplissent parfaitement leur office jusqu'au moment où ils sont trop usés et doivent être amenés chez le forgeron. Dès lors, ils perdent leur enchantement. Le paysan cherche en vain à retrouver les fées pour leur demander de nouveaux outils, puis apprend qu'elles ne sortent que la nuit. Il se rend à leur houle gardée par un féetaud, qui lui conseille de revenir plus tard avec un chat noir et un coq à offrir en présent aux fées. Il se procure les deux animaux et revient, le féetaud est ravi du présent et lui offre des outils qui besognent seuls sans s'user, ainsi qu'un navire capable d'aller sur la mer ou dessous. Sa femme demande des vêtements et du pain pour ses enfants, elle obtient des vêtements qui ne s'usent pas et du pain qui ne diminue jamais. Le féetaud demande au laboureur et à son épouse de ne jamais montrer le bateau à quiconque, puis annonce qu'il s'agit du dernier service rendu par les siens aux hommes, avant leur départ définitif.

## Analyse
Les fées des houles partagent de nombreuses caractéristiques attribuées aux fées de manière plus générale. Les contes qui leur sont liés comportent une forme de sagesse : celui qui veut profiter des fées ou qui n'est pas sincère à leur égard est puni, celui qui leur demande un service sans arrière-pensée ou qui s'émerveille est récompensé. De même, les « mauvaises » fées des houles ont, d'après Morvan, une caractéristique essentielle qui est d'agir dans un but qu'elles gardent secret, à l'inverse des fées bienfaisantes qui agissent sans arrière-pensée. Les enfants du conte de L'école des fées, qui se font remettre la pommade magique permettant de voir les enchantements par les fées elles-mêmes, ne sont jamais punis, contrairement aux adultes qui l'ont volée. Pour Morvan, « les dons de ces fées reviennent comme un reflet dans un miroir, avant que vous n'ayez pu prévoir ce qui serait à votre image ». Le thème de leur disparition est également très symbolique (voire alchimique), puisque les fées de la houle de Poulifée tuées par le sel, créatures plutôt solaires, laissent leur ancien lieu de vie sous la garde d'un nain, une créature typique chtonienne, et d'un coq qui symbolise le brasier prêt à renaître.

## Évolution des croyances

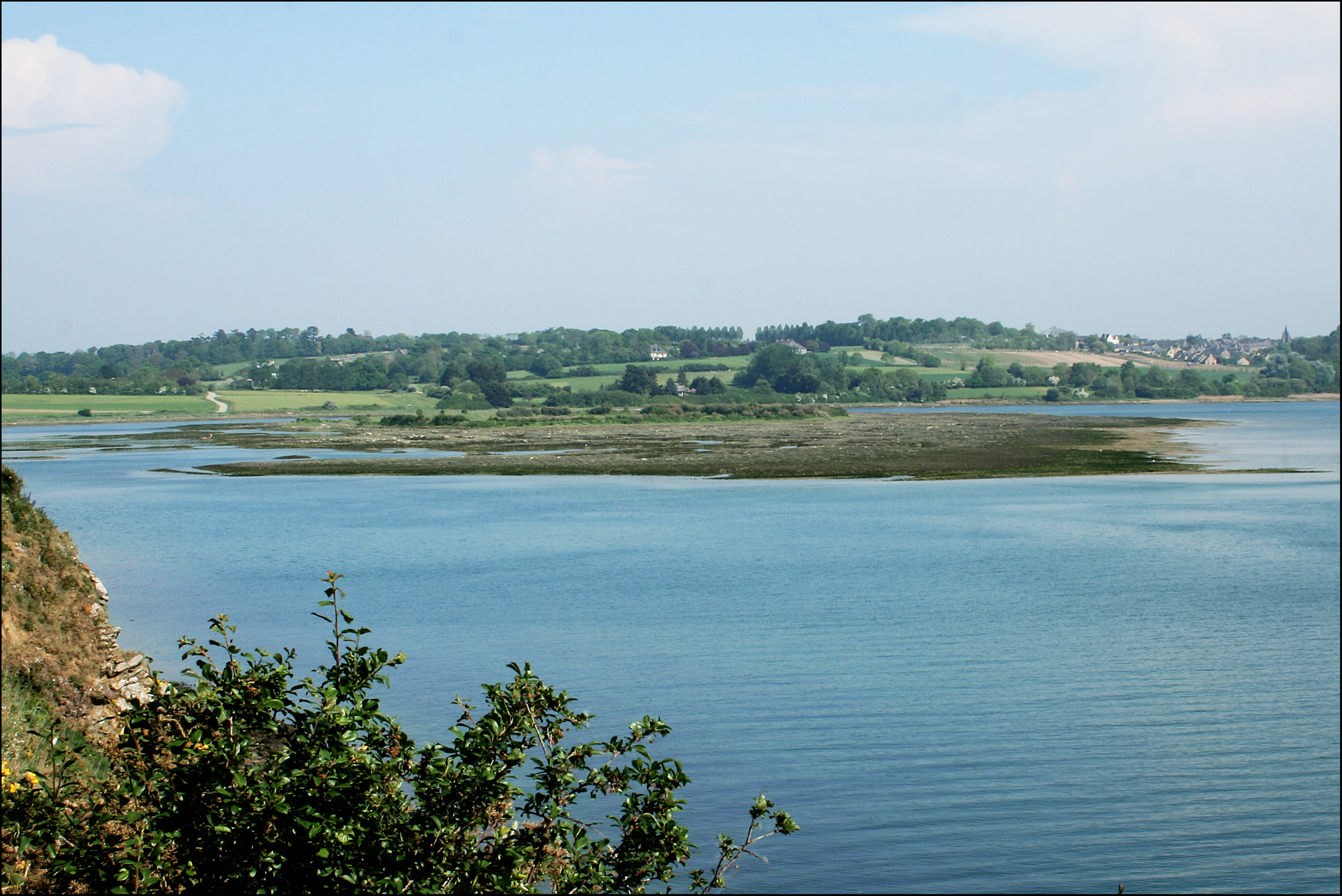
La fée des houles réputée vivre sur les rives de la Rance à Saint-Suliac aurait été exorcisée.

Il est difficile de connaître l'origine exacte des récits de fées des houles. Roger Sherman Loomis postule une parenté entre les fées de Haute-Bretagne et la Morgain des romans arthuriens, grâce à l'existence de nombreux récits autour de Margot la fée. Philippe Le Stum évoque l'ascendance des Parques, déesses antiques présidant la destinée, en raison des relations entretenues par ces fées avec la noblesse, et leur habitude de devenir marraines d'enfants. D'après Sébillot et Edgar Mac Culloch, bailli de Guernesey à la fin du XIXe siècle, les croyances liées aux houles pourraient avoir été volontairement colportées et entretenues par des contrebandiers qui entreposaient leurs marchandises dans ces cavernes. Quoi qu'il en soit, d'après Richard Ely et Amélie Tsaag Valren, « la Bretagne craint [ces fées] autant qu'elle les aime ». La croyance était encore forte en Haute-Bretagne à la fin du XIXe siècle, surtout chez les femmes âgées nées au XVIIIe siècle, dont plusieurs pensent que les fées ont réellement existé. D'après plusieurs conteurs qui ont confié ces histoires à Sébillot dans les années 1880, leurs grands-pères avaient connu les fées des houles. Les anciens de l'époque assurent avoir partagé les danses et les rondes de ces fées, ou les avoir entendues chanter. Sébillot précise aussi que la croyance aux fées a fortement reculé au début du XXe siècle, particulièrement avec la création d'une station balnéaire dans la baie de Saint-Malo. Beaucoup de gens estiment que ces fées ont disparu au cours du XIXe siècle, considéré comme le « siècle invisible ». Certains contes laissent espérer un retour possible des fées des Houles « en des temps visibles », c'est-à-dire au siècle suivant (le XXe siècle). Cette croyance s'est conservée au point qu'en 1900, des paysans prennent des dames passant en automobile pour des fées de retour dans leur pays.
Les fées des houles semblent avoir fait l'objet d'une réelle vénération. À Saint-Suliac, la grotte connue sous le nom de « l'antre de la Fée du Bec du Puy », sur les bords de la Rance, aurait hébergé une fée des houles capable de calmer le vent et la mer : elle sortait de sa grotte le soir, d’abord en vapeur blanche et indistincte, prenant ensuite la forme d’une belle femme aux habits couleur de l’arc-en-ciel. Les marins partant pêcher avaient l'habitude de lui rendre hommage en déposant des fleurs à l'entrée de sa grotte. Le curé de Saint-Suliac en est venu à exorciser cette créature, qui n'aurait depuis « plus aucun pouvoir »,,. Le cas de cette fée est cependant un peu particulier au regard des autres récits de fées des houles, la créature semblant intermédiaire entre ces dernières, et les personnages du type Marie Morgane et lavandières.
Un certain nombre de contes évoquent la disparition de ces fées, dont celui de la houle Lûla et ceux de la houle Saint-Michel à Erquy et de la houle du Châtelet, où les fées disent qu'elles partent « pour un autre pays ». D'autres sont tuées dans l'effondrement de leur houle. Un « homme de mer » aurait séjourné dans la houle de Poulifée puis celle de la Teignouse, avant de partir en emmenant avec lui tous les habitants de la houle en  Angleterre. Les raisons invoquées pour ces départs sont certainement liées à l'influence de l'Église et de l'éducation à l'école, explication renforcée par le fait que l'immortalité de ces fées est perdue avec le sel du baptême, ce qui rappelle le recul des divinités païennes face au christianisme.